# マシュー・フォックス (司祭)
マシュー・フォックス（Matthew Fox、1940年 - ）は、スピリチュアリティな「深いエキュメニズム」を提唱するアメリカ合衆国の聖公会の司祭、神学者。
1967年にカトリック教会で叙階される。ドミニコ会に所属していたが、1994年に米国聖公会の司祭となる。
フォックス神父の提唱する深いエキュメニズムとは、ヒンドゥー教、仏教、イスラム教、ユダヤ教、道教、神道、あらゆる形態のキリスト教、自然宗教、世界中の女神崇拝の知恵を解放する運動であり、これは私たちのホームである地球が生き残るための最後の希望であるとする。